# Sobótka (gromada w powiecie wrocławskim)
Sobótka (do 30 VI 1968 Rogów Sobócki) – dawna gromada, czyli najmniejsza jednostka podziału terytorialnego Polskiej Rzeczypospolitej Ludowej w latach 1954–1972.
Gromady, z gromadzkimi radami narodowymi (GRN) jako organami władzy najniższego stopnia na wsi, funkcjonowały od reformy reorganizującej administrację wiejską przeprowadzonej jesienią 1954 do momentu ich zniesienia z dniem 1 stycznia 1973, tym samym wypierając organizację gminną w latach 1954–1972.
Gromadę Sobótka z siedzibą GRN w mieście Sobótce (nie wchodzącym w skład gromady) utworzono 1 lipca 1968  w powiecie wrocławskim w woj. wrocławskim w związku  przeniesieniem siedziby GRN gromady Rogów Sobócki z Rogowa Sobóckiego do Sobótki i zmianą nazwy jednostki na gromada Sobótka. Dla gromady ustalono 27 członków gromadzkiej rady narodowej. 
1 stycznia 1969 do gromady Rogów Sobócki, nominalnie, włączono miejscowość Garncarsko z miasta Sobótka w tymże powiecie. Ponieważ gromadę Rogów Sobócki zniesiono 1 lipca 1968, należy zakładać, że zmiana ta musiała dotyczyć jej formalnoprawnej kontynuacji, gromady Sobótka.
1 stycznia 1972 do gromady Sobótka włączono wsie Damianowice i Ręków ze zniesionej gromady Pustków Wilczkowski w tymże powiecie.
Gromada przetrwała do końca 1972 roku, czyli do kolejnej reformy gminnej. 1 stycznia 1973 powiecie wrocławskim reaktywowano zniesioną w 1954 roku gminę Sobótka.